# Maumere
Maumere ist das Handelszentrum und die größte Stadt der indonesischen Insel Flores. Die Stadt hat 70.000 Einwohner (1992).

## Geographie
Maumere liegt an der Nordküste der Insel an der Floressee und ist der Hauptort des Regierungsbezirks Sikka.

## Verkehr
Der Hafen befindet sich im nordwestlichen Teil der Stadt. Der Wai Oti Airport wird von Merpati Nusantara Airlines und Pelita Air Service angeflogen.

## Geschichte
Die Portugiesen gründeten hier einen Stützpunkt, der aber bald nur noch nominell unter ihrer Kontrolle war. De facto hatten die Sica die Kontrolle, eine portugiesisch-einheimische Mischbevölkerung, die hier ein kleines Reich aufbauten. Einige von ihnen siedelten 1851 nach Timor über, wo sie einen wichtigen Teil der portugiesischen, kolonialen Streitkräfte bildeten.
1851 verkaufte der portugiesische Gouverneur José Joaquim Lopes de Lima ohne Autorisation aus Lissabon Maumere und andere Gebiete auf den Kleinen Sundainseln, die unter portugiesischer Oberhoheit standen, für 200.000 Florins an die Niederlande. Lissabon erkannte den Verkauf nicht an und ließ Lopes verhaften. Er starb auf der Rückfahrt nach Europa. Ab 1854 wurden die Vereinbarungen neu verhandelt. Im Vertrag von Lissabon wurde der Verkauf schließlich bestätigt. Die Ratifizierung erfolgte 1859. Gemäß dem Vertrag konnte die Bevölkerung ihren katholischen Glauben behalten. Die Niederländer übernahmen aber nie die innere Kontrolle über das Reich. Noch bis zum Ende des 19. Jahrhunderts setzten die einheimischen Rajas sogar die portugiesische Flagge. Dom Sentia da Silva, der letzte katholische Raja von Sikka gab erst mit der Unabhängigkeit Indonesiens seine politische Macht auf.
Das Floresbeben vom 12. Dezember 1992 zerstörte 90 % der Gebäude der Stadt. Durch das Beben und den folgenden Tsunami starben in Maumere 1490 Menschen.
Am 14. Dezember 2005 wurde das katholische Bistum Maumere gegründet.

## Umgebung
Die Riffe in der Umgebung von Maumere (Golf von Maumere) waren einst eines der schönsten Tauchgebiete der Welt. Doch 2007 wurde berichtet, dass 75 % der Korallen deutlich beschädigt waren. Gründe dafür waren Dynamitfischen, Fischen mit Gift und Erdbeben.